# Fredrika Amalia av Danmark
För fartyget, se Fredrika Amalia (1698).
Fredrika Amalia av Danmark, född 11 april 1649, död 30 oktober 1704, dansk prinsessa, hertiginna av Holstein-Gottorp. Hon var dotter till Fredrik III av Danmark och Sofia Amalia av Braunschweig-Lüneburg och gift 1667 med hertig Kristian Albrekt av Holstein-Gottorp. Fredrika Amalia var också syster till Sveriges drottning Ulrika Eleonora, som var gift med Karl XI.

## Biografi
Fredrika Amalias äktenskap arrangerades som en del av fredsuppgörelsen mellan Danmark och Holstein-Gottorp, och vigseln skedde utan pompa på Glücksburgs slott 24 oktober 1667. Hon hamnade ofta i kläm i makens och broderns tvister och äktenskapet var inte lyckligt, tvärtom ska hon ha behandlats illa av maken, samtidigt som hennes födelsefamilj ofta gav henne personliga fördelar. Hon besökte ofta sin familj i Danmark, bland annat 1680, då hon tog avsked av sin syster Ulrika Eleonora då denna avreste till Sverige. 
Även hennes söner var starkt anti-danska, och konflikten mellan hennes födelsefamilj och nya familj fortsatte efter makens död. Makarna besökte ibland hennes syster i Stockholm, bland annat 1691, vilket lättade upp det stränga svenska hovet med festligheter och uppskattades av Ulrika Eleonora. Hon avled på sitt änkesäte, slottet i Kiel. En dispyt över klockringingen vid hennes begravning 1704 höll på att leda till krig mellan Danmark och Holstein-Gottorp.    
Barn:
1. Sofia Amalia, gift med August Wilhelm av Braunschweig-Wolffenbüttel
2. Fredrik IV av Holstein-Gottorp, gift med Hedvig Sofia av Sverige
3. Kristian August av Holstein-Gottorp, Furstbiskop av Lübeck
4. Marie Elisabeth av Holstein-Gottorp, abbedissa av Quedlinburg